# Skrot-Nisse
Skrot-Nisse är en bilderbok av Jan Lööf publicerad 1976. Jan Lööf fick Elsa Beskow-plaketten 1977 för bokens illustrationer.

## Handling
Kalles föräldrar ska åka på semester, så Kalle får bo hos farbror Nisse, som äger en skrotgård. Nisse har tänkt bygga en hjulångare, och resa till Afrika. Med på resan följer gubben Kvarnsten, en märklig man som säger sig vara trollkarl. De ger sig sedan iväg mot Afrika, och ut på ett kort men märkligt äventyr.

## Fortsättningar
Boken låg även till grund för en TV-serie från 1985 under namnet Skrotnisse och hans vänner.
År 2020 utkom en fristående fortsättning under titeln Skrotnisse och hans nya vänner.

## Eftermäle
6 juni 2016 invigdes en temapark med Skrotnisse-tema på Spikön i kanalen i centrala Trollhättan.

## Utgåvor
- 1976 (1:a uppl.): Carlsen/if, 32 sidor, ISBN 91-510-0666-9 (inb)[3]
- 1981 (2:a uppl.): Carlsen/if, 34 sidor, ISBN 91 510 0666-9 (inb)
- 1998 (3:e uppl.): Bonnier Carlsen, 34 sidor, ISBN 91-638-0990-7 (inb)[3]
- 2005: Bonnier Carlsen, 32 sidor, ISBN 978-91-638-4667-0 (inb)[3]
- 2011: Bonnier Carlsen, 33 sidor[3]
- 2015: Bonnier Carlsen, 40 sidor ISBN 9789163883323 (e-bok)[3]
- 2017: Bonnier Carlsen, 40 sidor ISBN 9789143509045 (e-bok)[3]
- 2017: Bonnier Carlsen, 33 sidor ISBN 9789163899034 (inbunden)[3]